# 小古城遗址
小古城遗址位于浙江省杭州市余杭区潘板镇俞家堰村西南约200米处，是一座人工堆筑的大土台，面积约达35万平方米。出土遗存上至马家浜文化，下至春秋战国，尤以马桥文化最为丰富。1997年8月29日列入浙江省文物保护单位，2013年5月列入第七批全国重点文物保护单位。

## 遗址环境
遗址北部为北苕溪，西部为人工堆筑的土山，南部原为苕溪，现为内港，东部为水田。